# Bora-Argon 18/2015

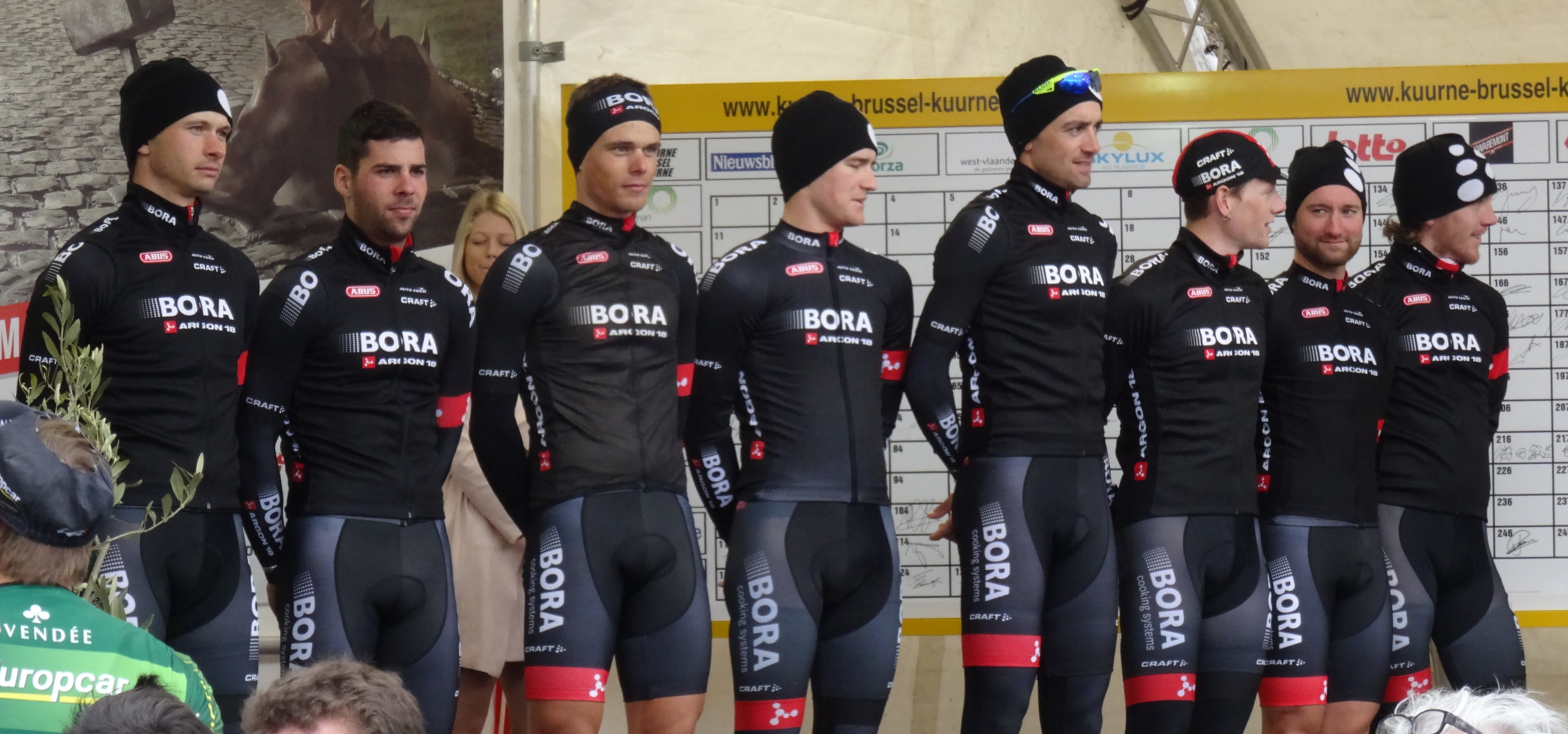
Het team van Bora-Argon 18 voor Kuurne-Brussel-Kuurne

Deze pagina geeft een overzicht van de Bora-Argon 18-wielerploeg in 2015.

## Algemeen
Algemeen manager: Ralph Denk
Ploegleiders: Enrico Poitschke, Slawomir Pasterki, Lukasz Piwowski, Christian Pömer, Steffen Radochla, André Schulze
Fietsmerk: Argon 18

## Transfers
| Inkomend            | Team 2014                           | Uitgaand         | Team 2015          |
| ------------------- | ----------------------------------- | ---------------- | ------------------ |
| Cristiano Salerno   | Cannondale Pro Cycling Team         | Leopold König    | Team Sky           |
| Dominik Nerz        | BMC Racing Team                     | Tiago Machado    | Katjoesja          |
| Björn Thurau        | Team Europcar                       | David de la Cruz | Etixx-Quick Step   |
| Emanuel Buchmann    | Rad-net Rose Team                   | František Padour | Androni Giocattoli |
| Shane Archbold      | An Post-Chainreaction               | Erick Rowsell    | Madison Genesis    |
| Christoph Pfingsten | Cyclingteam De Rijke                | Jonathan McEvoy  | NFTO Pro Cycling   |
| Phil Bauhaus        | Team Stölting                       | Iker Camaño      | Gestopt            |
| Patrick Konrad      | Team Gourmetfein Simplon Wels+Stage |                  |                    |

## Renners
| Naam                | Geboortedatum | Nationaliteit       | Ploeg 2014                          |
| ------------------- | ------------- | ------------------- | ----------------------------------- |
| Shane Archbold      | 02-02-1989    | Nieuw-Zeeland       | An Post-Chainreaction               |
| Jan Barta           | 07-12-1984    | Tsjechië            |                                     |
| Phil Bauhaus        | 08-07-1994    | Duitsland           | Team Stölting                       |
| Cesare Benedetti    | 03-08-1987    | Italië              |                                     |
| Sam Bennett         | 16-10-1990    | Ierland             |                                     |
| Emanuel Buchmann    | 18-11-1992    | Duitsland           | Rad-net Rose Team                   |
| Zakkari Dempster    | 27-07-1987    | Australië           |                                     |
| Bartosz Huzarski    | 27-10-1980    | Polen               |                                     |
| Patrick Konrad      | 13-10-1991    | Oostenrijk          | Team Gourmetfein Simplon Wels+Stage |
| Ralf Matzka         | 14-08-1989    | Duitsland           |                                     |
| Jose Mendes         | 24-04-1985    | Spanje              |                                     |
| Dominik Nerz        | 25-08-1989    | Duitsland           | BMC Racing Team                     |
| Christoph Pfingsten | 20-11-1987    | Duitsland           | Cyclingteam De Rijke                |
| Cristiano Salerno   | 18-02-1985    | Italië              | Cannondale Pro Cycling Team         |
| Andreas Schillinger | 13-07-1983    | Duitsland           |                                     |
| Daniel Schorn       | 21-10-1987    | Oostenrijk          |                                     |
| Michael Schwarzmann | 07-01-1991    | Duitsland           |                                     |
| Björn Thurau        | 23-07-1988    | Duitsland           | Team Europcar                       |
| Scott Thwaites      | 12-02-1990    | Verenigd Koninkrijk |                                     |
| Paul Voss           | 26-03-1986    | Duitsland           |                                     |

## Overwinningen
Ronde van Qatar
6e etappe: Sam Bennett
Ronde van Trentino
1e etappe: Ploegentijdrit
Ronde van Beieren
1e etappe: Sam Bennett
3e etappe: Sam Bennett
Nationale kampioenschappen wielrennen
Duitsland - wegrit: Emanuel Buchmann
Tsjechië - tijdrit: Jan Barta
Arctic Race of Norway
2e etappe: Sam Bennett
Parijs-Bourges
Winnaar: Sam Bennett
2010 · 2011 · 2012 · 2013 · 2014 · 2015 · 2016 · 2017 · 2018 · 2019 · 2020 · 2021 · 2022 · 2023 · 2024 · 2025